# Рівнянська сільська територіальна громада
Рівнянська сільська територіальна громада — територіальна громада в Україні, в Новоукраїнському районі Кіровоградської області. Адміністративний центр — село Рівне.
Площа громади — 566,164 км², населення — 10 587 осіб (2019).
Утворена 12 червня 2020 року шляхом об'єднання Іванівської, Комишуватської, Малопомічнянської, Малотимошівської, Новоєгорівської, Рівнянської та Семенастівської сільських рад Новоукраїнського району.

## Населені пункти
У складі громади 2 селища (Костянтинівка, Новоселівка) і 27 сіл:
- Варварівка
- Веселий Кут
- Висоцьке
- Вишневе
- Вільне
- Водяне
- Іванівка
- Іванівці
- Квітка
- Ковалівка
- Комишувате
- Леонтовичеве
- Лозуватка
- Мала Помічна
- Мала Тимошівка
- Нерубаївка
- Нововодяне
- Новоєгорівка
- Піддубне
- Піщанське
- Радісне
- Рівне
- Семенасте
- Солдатське
- Софіївка
- Степове
- Червоний Ташлик